# Mitch Gaylord
Mitchell Gaylord (Van Nuys (California), Estados Unidos, 10 de marzo de 1961) es un gimnasta artístico estadounidense, especialista en la prueba de salto de potro con la que ha logrado ser subcampeón olímpico en 1984.

## 1984
En los JJ. OO. celebrados en Los Ángeles ganó cuatro medallas: oro en el concurso por equipos —por delante de China y Japón, siendo sus compañeros: Bart Conner, Peter Vidmar, Timothy Daggett, James Hartung y Scott Johnson—, plata en salto —tras el chino Lou Yun—, bronce en anillas —tras el japonés Koji Gushiken y el chino Li Ning— y también bronce en paralelas, tras su compatriota Bart Conner y el japonés Nobuyuki Kajitani.